# Спас на Водах (Мурманск)
Церковь Спаса-на-водах (Церковь Спаса Нерукотворного Образа) — православный храм в Мурманске. Относится к Мурманскому благочинию Мурманской и Мончегорской епархии. Своё название церковь получила от иконы Христа, ходящего по водам. Входит в состав мемориального комплекса памяти морякам, погибшим в мирное время.
Церковь была построена в честь 85-летия города на пожертвования горожан, стала первым каменным храмом на возвышенностях Мурманска, на сопке возле Семеновского озера. Здание хорошо просматривается из центра города. Это третья каменная церковь в городе после Свято-Никольского (1985) и Владимирского храмов (1999). Храм был освящен в октябре 2002 года.
В 2005 году здание церкви было осквернено сатанистами, которые испачкали стены кровью животных.

## Описание
Храм построен в древнерусском стиле, с пристроенной колокольней. Церковь должна стать частью будущего главного храма Мурманска — комплекса Спасо-Преображенского морского собора. Почитаемые святыни:
- икона Христа, ходящего по водам
- иконы Божьей матери
- икона апостола Андрея Первозванного
- икона праведного адмирала Феодора Ушакова

Также в храме находятся иконы северных угодников, чудотворцев и помощников моряков — преподобных Трифона Печенгского и Варлаама Керетского. Иконостас храма сделан из липы и выполнен в северном стиле.

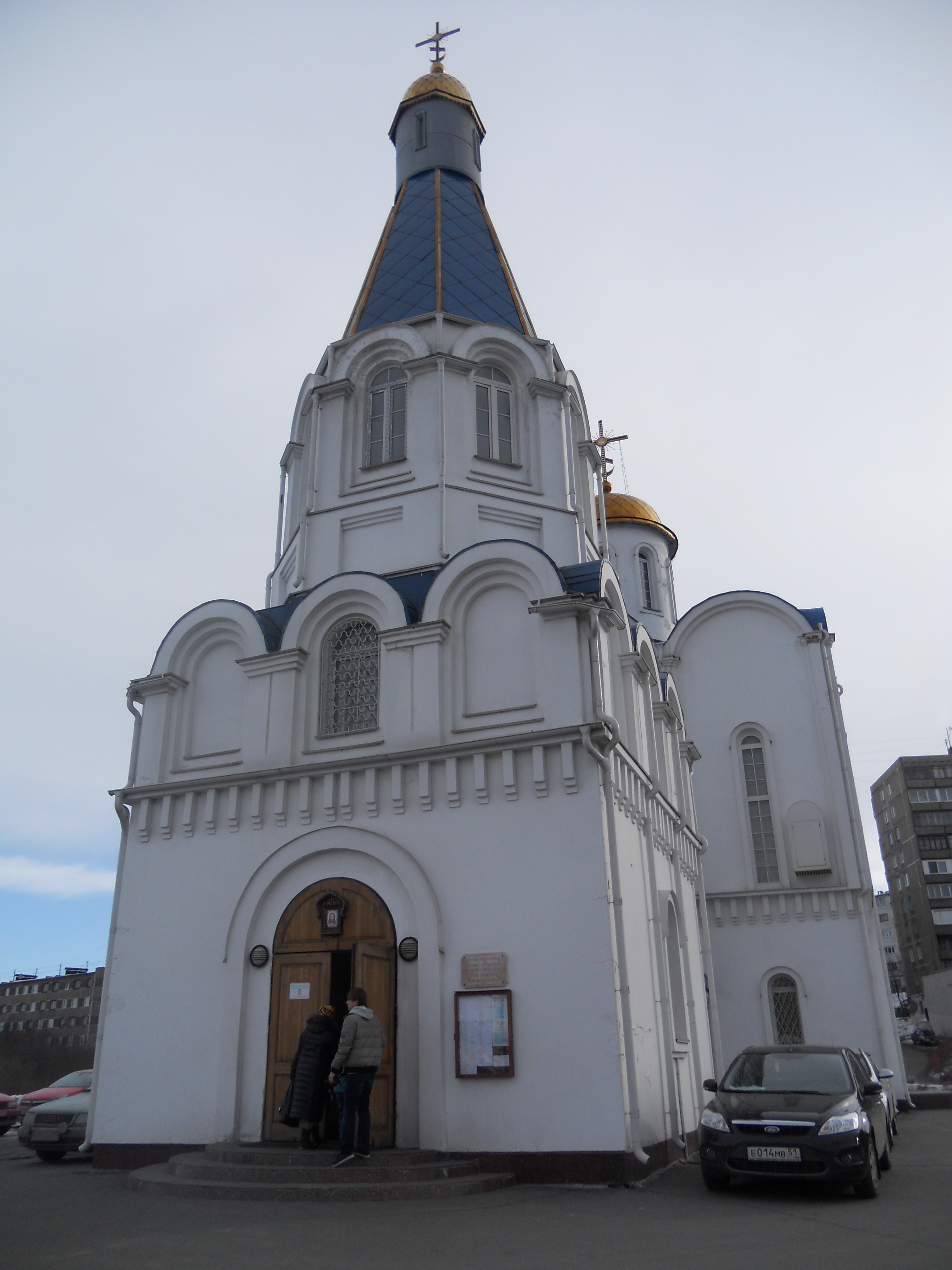
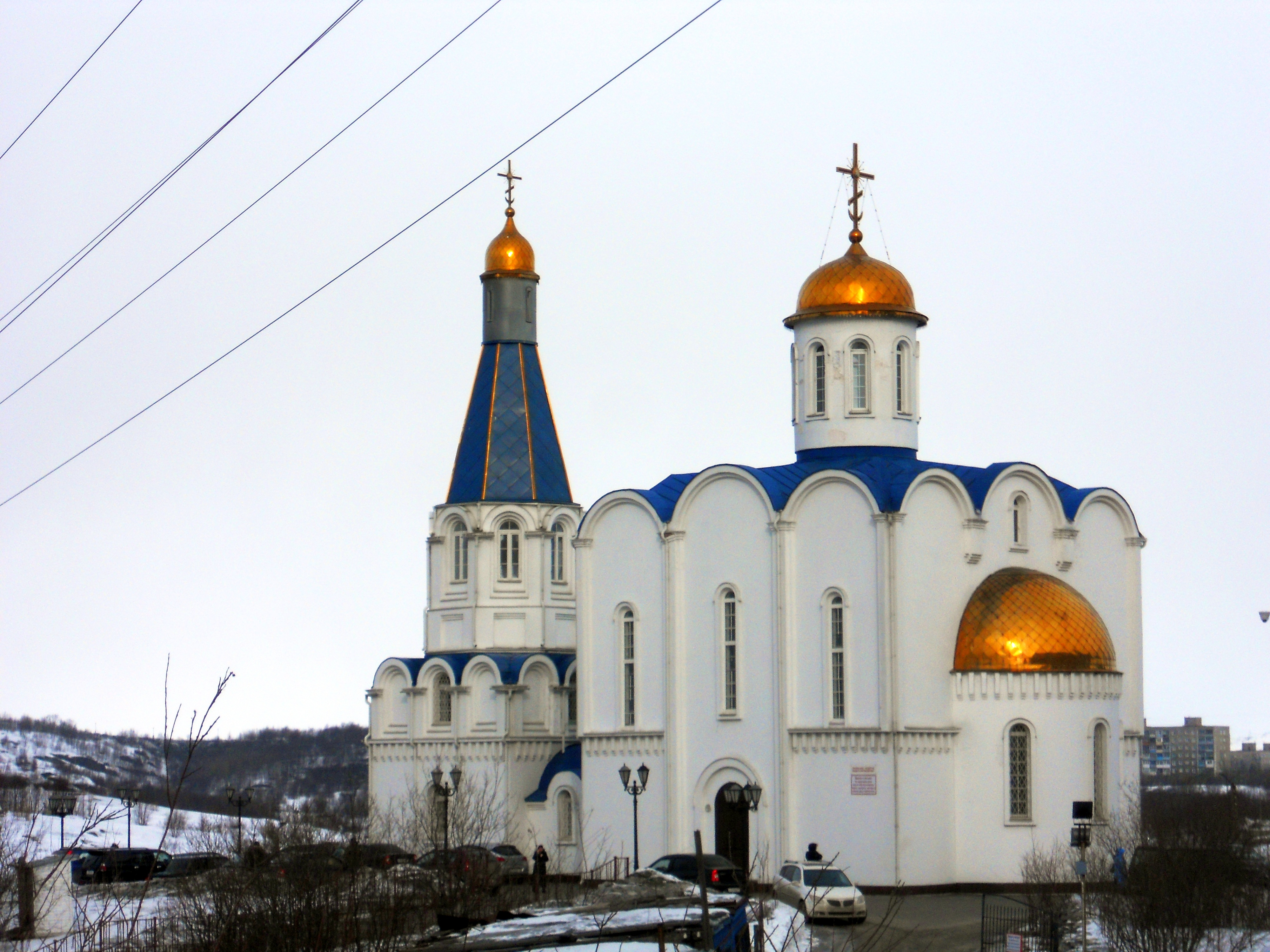
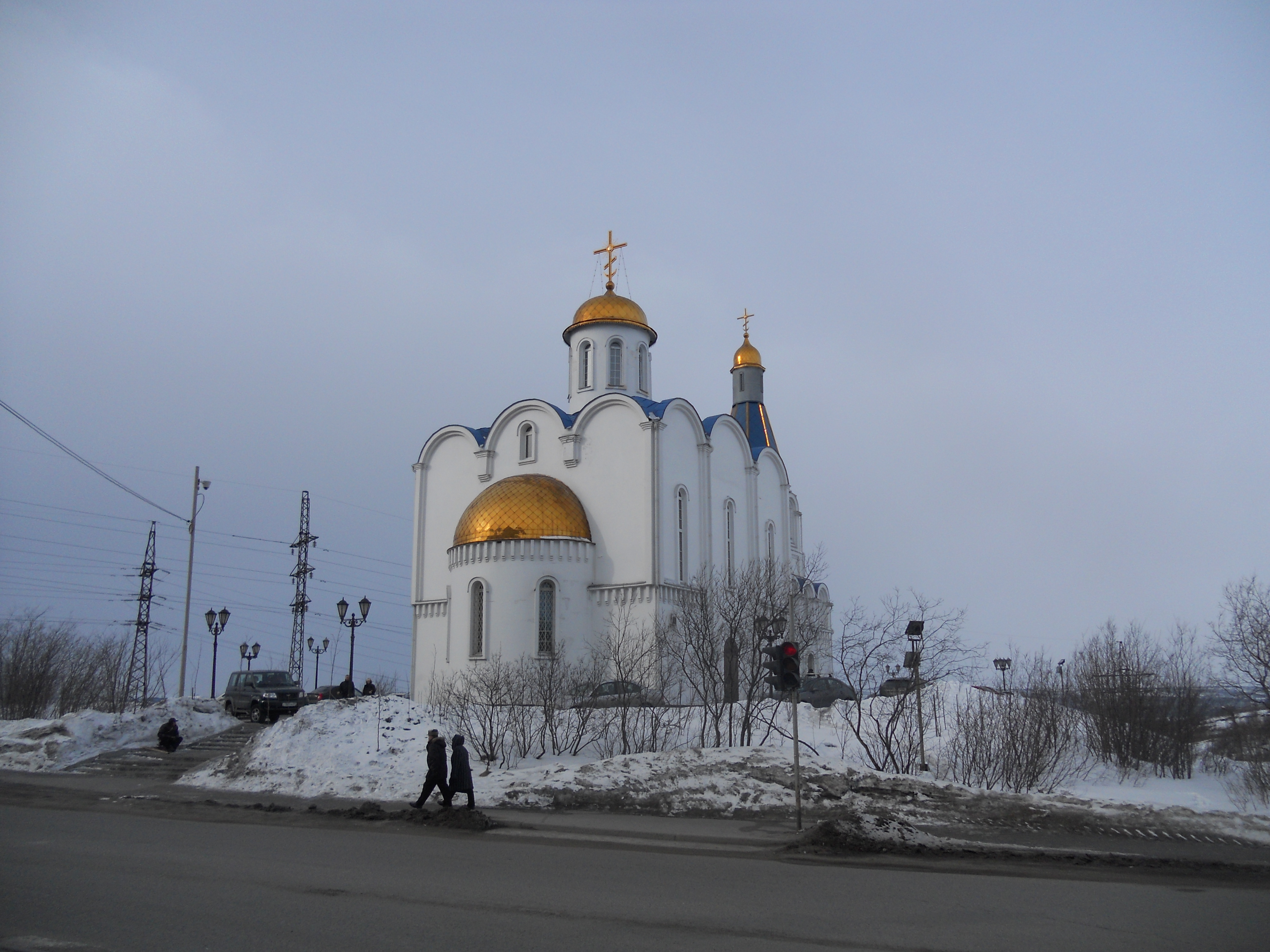
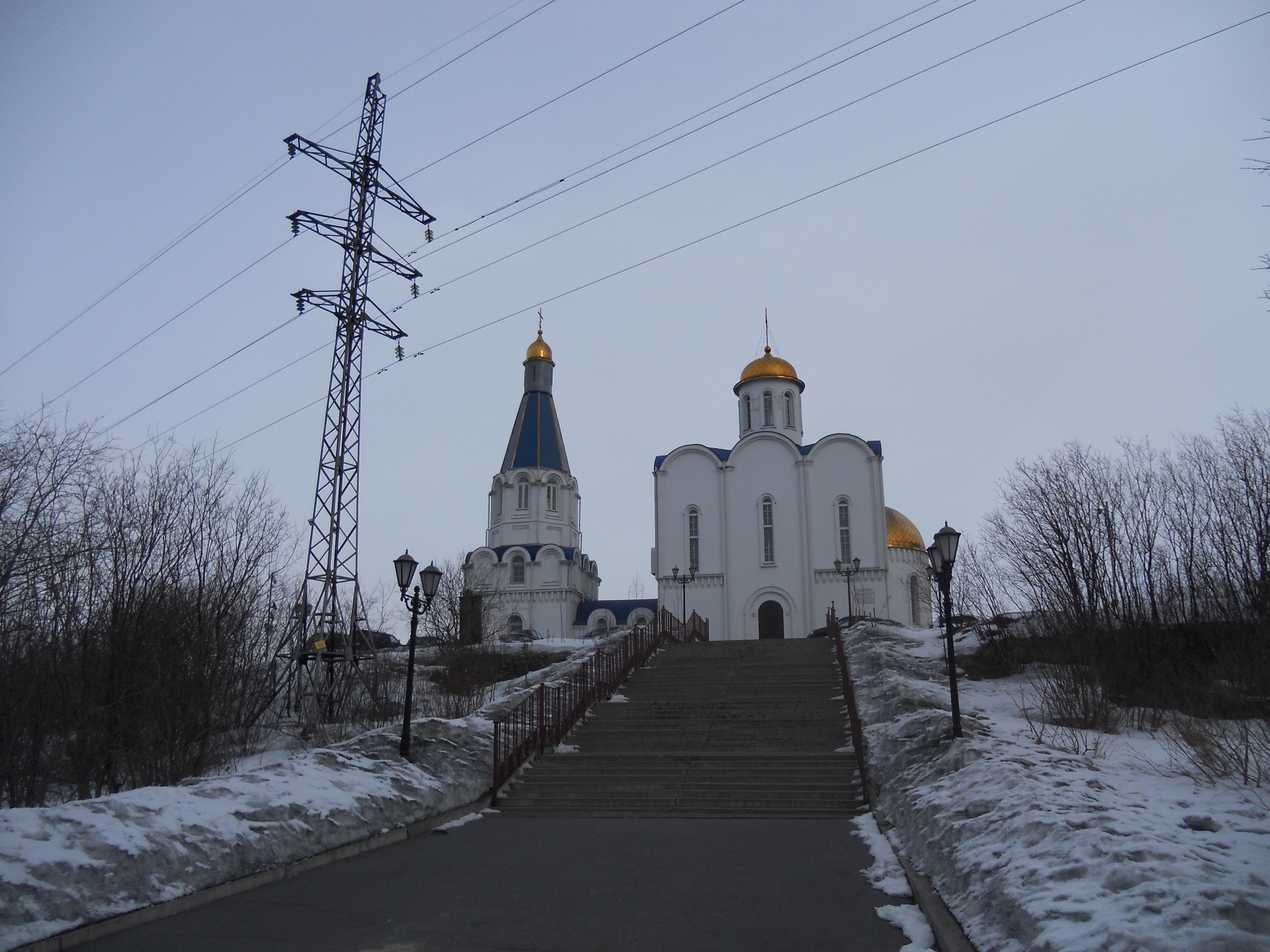
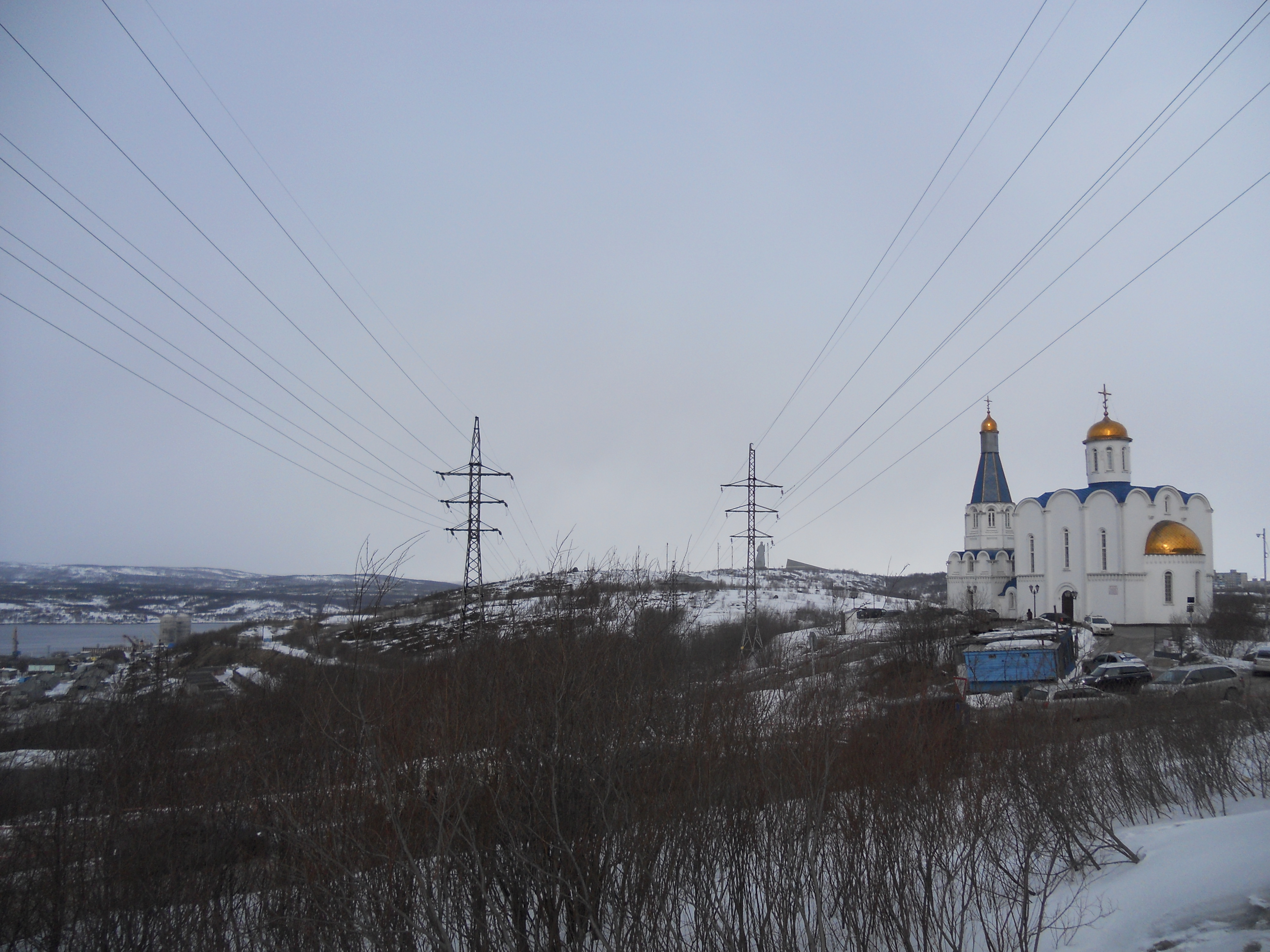